# التوصيل (إزالة الانترونات)

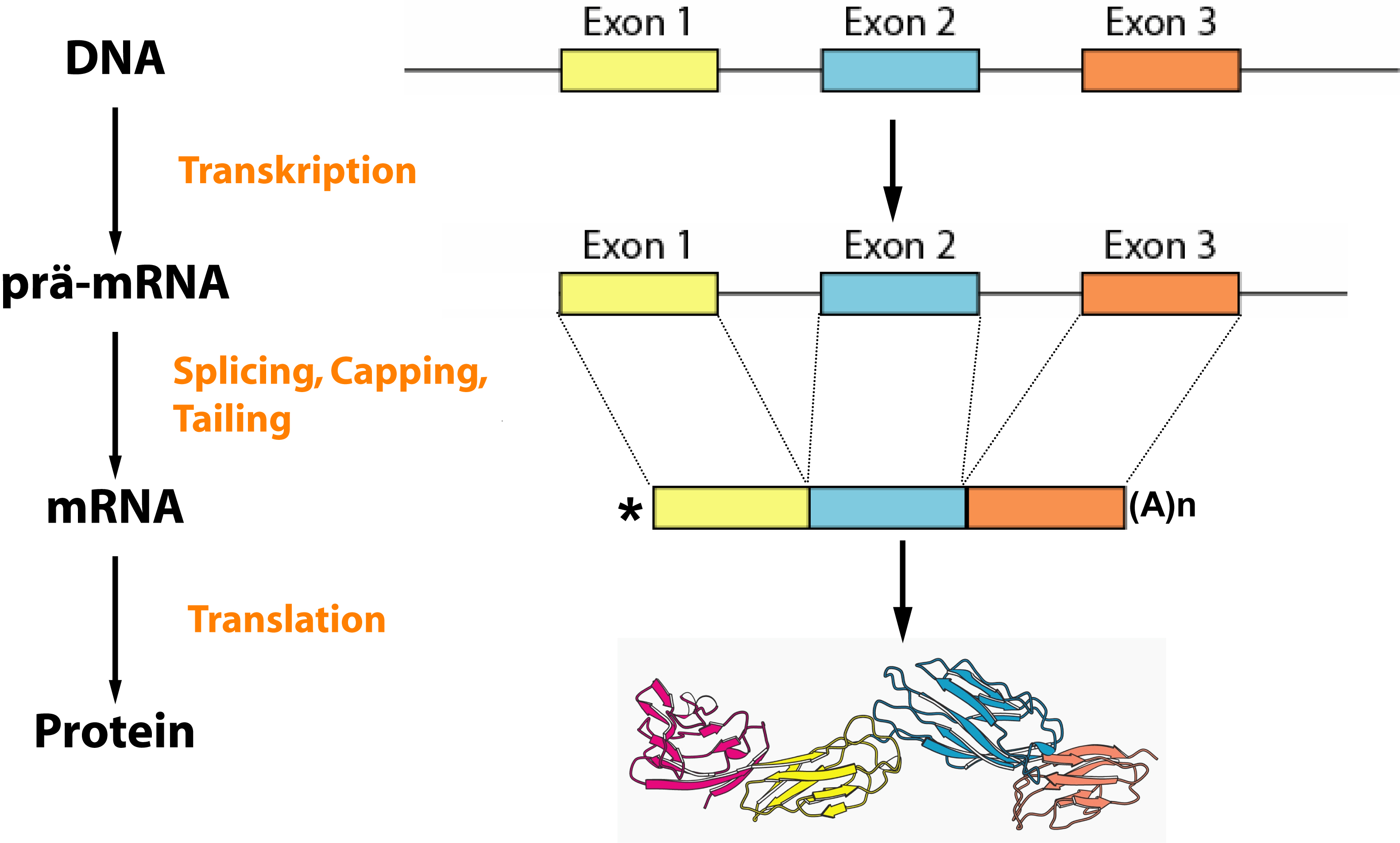

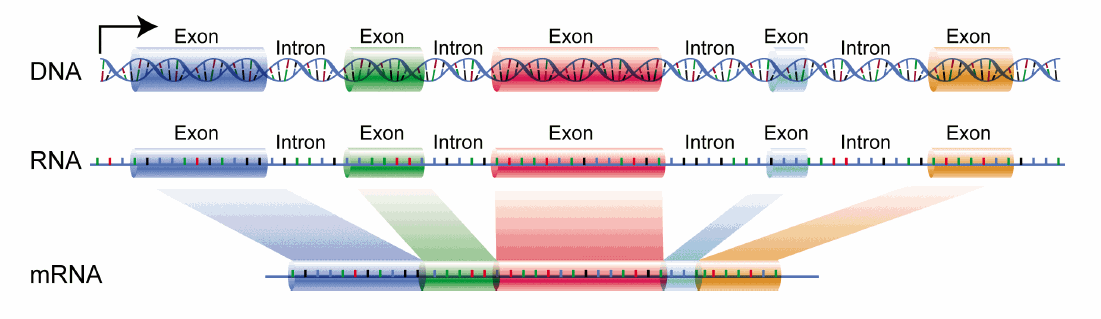
رسم توضيحي لعملية ازالة الانترونات(التوصيل)

التوصيل أو الربط (بالانجليزية: Splicing) هو إحدى خطوات معالجة الحمض النووي الريبوزي (بالانجليزية: RNA processing) إلى جانب التذييل وإضافة القبعة. تتم هذه العملية داخل النواة في الخلايا حقيقية النواة لإنتاج الحمض النووي الناضج من الحمض النووي الأولي.
يحتوي الحمض النووي غير الناضج على إكسونات وانترونات خلال عملية التوصيل يتم ازالة الانترونات وربط الاكسونات المتجاورة مع بعضها البعض وهذه خطوة مهمة لإنتاج الحمض النووي الريبوزي الناضج.
التوصيل يتم بالتزامن مع التذييل بعديد الأدينيلات إلى النهاية 3' بعد النسخ، أي أنها عملية بعد نسخية.  في المقابل،  فإن إضافة القبعة 5' عملية متزامنة مع النسخ.

## التوصيل والأمراض
يلعب التوصيل دورا هاما في فهم اسباب الامراض على المستوى الجزيئي. الطفرات في الإنترونات ليس لها تأثير مباشر على الشكل النهائي للبروتين. لكن قد يحدث ان تصيب هذه الطفرات في بعض الحالات مناطق على الانترونات ويؤثر ذلك على شكل البروتين لأن هذه الطفرات تحدث في مناطق مهمة لعملية الربط (التوصيل) وهذا بدوره قد ينتج أمراض بروتينات غير فعالة أو حتي ضارة ومسببة للأمراض.
تعد الثلاسيمسا-بيتا (فقر دم وراثي) من أشهر الأمثلة التي تنتج عن طريق عن طريق طفرة من النوع المذكور اعلاه حيث أن طفرة نقطية تصيب الإنترون رقم واحد وبذلك تغيره وتجعله غير قادر على تأدية عمله في المساعدة على عملية التوصيل.
هذا يؤدي بالمحصلة إلى إنتاج كمية اقل من الهيموغلوبين في كريات الدم الحمراء ما يعني قدرة أقل على نقل الدم.